# Gyenes Kálmán
Gyenes Kálmán (Kövegy, 1941. július 14. – Szeged, 2016. március 10.) fotóművész.

## Életpályája
1972-től kezdett el részt venni amatőr fotósként fotópályázatokon. 1974-től a Csongrád Megyei Hírlap és a Délmagyarország napilapok külsős munkatársaként dolgozott. 1975-től a Délép (Délmagyarországi Magas- és Mélyépítő Vállalat) műszaki fotósa volt. 1976-ban fényképész szakmunkásvizsgát tett. 1991-től a Délmagyarország fotóriportereként dolgozott, valamint számos hazai és külföldi kiállításon vett részt.

## Állandó kiállítások
- Árpádházi Szent-Erzsébet Gimnázium, Gyimesfelsőlok
- Pannonia Med Hotel, Sopron

## Kitüntetései
- Csongrád Megye Sportjáért emlékérem (1977)
- AFIAP fotóművész (2002)
- E-MAFOSZ/G aranydiplomás fotóművész (2005)
- Csongrád Megye Sajtódíj (2007)

## Művei
- Erdély - "Szép föld...", C&T Hungary Kft., Szeged, 2009, ISBN 978-963-06-7871-1
- Fekete-fehér - Gyenes Kálmán újságfotói, Bába Kiadó, Szeged, 2012, ISBN 978-963-319-071-5

## Könyvillusztrációi
- Polner Zoltán: Táncoltató, Magvető Könyvkiadó, Budapest, 1977, ISBN 963-270-453-3
- Polner Zoltán: A teknyőkaparó, Somogyi Károly Városi és Megyei Könyvtár, Szeged, 1980, ISBN 963-7581-24-3
- Falinaptár - Délép (1982)
- Majoros Tibor-Szirák József: Mórahalmi szövetkezők (1985)
- Dlusztus Imre: Barcs Sándor (1997)
- Szegedi grafikusok, iparművészek (1998)
- Dlusztus Imre: Futballizmus, Délmagyarország Könyv-, Lapkiadó és Nyomdaipari Kft., Szeged, 1999, ISBN 963-7258-28-0
- Horváth Dezső: Mivé lettél, csángómagyar?, Bába és Társai Kft., Szeged, 1999,ISBN 963-9144-32-0
- Sándorfalva története, népélete (1999)
- Falugondnok kalendárium (2000)
- Szabó József: Kézilabdázás, JGYF Kiadó, Szeged, 2004, ISBN 963-9167-82-7
- Dlusztus Imre: Hogyan neveljünk focistát?, ISBN 978-963-08-5342-2